# Melanitis determinata
Melanitis determinata är en fjärilsart som beskrevs av Butler 1885. Melanitis determinata ingår i släktet Melanitis och familjen praktfjärilar. Inga underarter finns listade i Catalogue of Life.